# 3당 합당
3당 합당(三黨合黨) 또는 보수대연합(保守大聯合)은 1990년 1월 22일, 당시 집권 여당 민주정의당(약칭 민정당)과 제2야당 통일민주당(약칭 민주당), 제3야당 신민주공화당(약칭 공화당)이 합당하고 민주자유당(1995년에 신한국당으로 개칭)을 출범시킨 사건을 말한다.

## 배경
제5공화국의 후신 세력인 민주정의당(민정당) 세력은 6월 민주 항쟁이라는 정치적 위기 속에서도 정권 재창출에 성공했으나, 계속되는 국민들의 민주화 및 군사정권 청산 요구는 이들에게 부담이 되고 있었다. 이러한 상황에서 1988년 제13대 국회의원 선거 결과 민정당이 과반수 의석 확보에 실패하자, 노태우 정부는 여소야대 정국을 타개하기 위해 이른바 '보수대연합(4당 합당)'을 비밀리에 추진하기 시작했다. 이는 민주정의당이 1986년 신한민주당에 처음 제안했던 것으로, 당시에는 야권에서 호응이 없어 결실을 맺지 못했지만 이번에는 상황이 달랐다. 김영삼 민주당 총재, 김종필 공화당 총재 등이 4당 구도로는 각자 본인들의 집권이 요원하다는 계산을 하고 있던 것이다. 3당은 1990년 내각제 개헌 등을 조건으로 통합에 합의했으며, '구국의 결단'이라는 명분 아래 3당 합당을 발표했다. 3당의 국회 의석 수를 합치면 개헌선인 200석을 훌쩍 넘긴다는 점, 각각 TK, PK, 충청 지역에 기반을 두고 있던 3당의 통합으로 사실상 호남 외의 지역들이 모두 연합하는 구도가 됐다는 점 등에서 통합 신당은 '괴물 여당'이라고 불리게 되었다. 3당 합당의 여파로 노태우 대통령은 취임 2년 만에 80%에 육박하는 높은 수치의 지지율을 기록한 적도 있었다.

## 각 당의 사정

### 민주정의당
보수대연합의 기원은 1986년 5·3 인천 사태 때로 돌아간다. 당시 학생 운동권의 주도로 열린 민주화 촉구 데모에서 급진적인 단체들이 반미·용공 성향의 주장들을 내놓아 반공 문화가 강하던 한국 사회에 충격을 안겨주고 있었다. 학생들의 민주화 운동에 호의적이었으나 체질적으로 보수 정당이던 신한민주당(약칭 신민당)까지도 이를 규탄하고 나섰는데, 마침 강경 야당 신민당의 존재에 부담을 느끼고 있던 민주정의당은 급진 좌파 세력을 막기 위해 보수 정당들이 힘을 합쳐야만 한다며 신한민주당에 보수대연합을 위한 당대당 통합을 제의했다. 민정당의 보수대연합 제의는 이후로도 꾸준히 지속됐으나, 김영삼·김대중·김종필 등 보수 야권의 리더들은 민주정의당이 직선제 개헌 이후 사라질 정당이라고 판단해 무시한데다, 딱히 진보 진영이 정치 세력화를 구체적으로 진행하고 있는 것도 아니었던 탓에 호응을 얻지 못했다.
민주정의당은 1988년 제13대 총선거을 앞두고 27명의 현역 국회의원을 지역구 공천에서 탈락시키는 강수를 두며 과반수 의석 확보에 전력투구했지만, 5공 청산에 대한 국민들의 높은 열망이 민정당에 대한 반감으로 이어져 호남 지역에서 전멸한 것은 물론 전국적으로 125석(지역구 87석, 전국구 38석)을 얻는 데 그쳤고, 이 후 정기승 대법원장 임명안 부결 및 국정감사 부활 등 야당에게 정국주도권을 빼앗기면서 고전하고 있었다.
이에 민주정의당은 1986년 때부터 주장해오던 보수 정당 대통합을 재추진하기로 했다. 특히 민주정의당은 제1야당인 평화민주당과 합당하여 과반 의석도 확보하고, 호남 지역에서의 지지 기반도 마련하는 안을 구상하고 추진했다. 민주정의당은 김원기 당시 평민당 원내총무를 통해 5·18 문제 해결에 대한 전권을 주겠다며 합당을 제의했으나, 평민당이 끝내 아무런 반응을 보이지 않자 대신 통일민주당과 신민주공화당에 합당 제의를 하게 되었다고 한다.

### 통일민주당
민주당은 13대 총선에서 23.8%의 득표율로 19.3%를 얻은 평화민주당(약칭 평민당)보다 많은 표를 얻었음에도 불구하고, 평민당의 70석에 못 미치는 59석으로 제2야당이 되었다. 민주당의 김영삼 총재와 평민당의 김대중 총재가 야권의 차기 대권 주자 자리를 놓고 경쟁 관계에 있던 가운데 이같은 결과가 나오자 김영삼 총재는 위기감을 느꼈고, 4당 구도가 대선 때까지 유지될 시 자신이 대통령이 되기 어려울것이라 판단했다. 그런 배경에서 김영삼 총재는 야권에 남아 김대중 후보와 경쟁하는 대신 여권의 대통령 후보가 되는 방법을 선택하기로 마음먹었다.
입장을 정리한 김영삼 총재는 민주정의당과 비밀리에 합당 협상을 펼쳤고, 또한 자신의 측근인 서석재가 1989년 동해시 보궐선거 당시 무소속 후보를 매수한 혐의로 검찰에 구속되자 합당의 결심을 굳히게 되었다. 그러나 이기택, 김정길, 장석화, 김상현, 박찬종, 홍사덕, 이철, 노무현 등 8명은 독재 정부의 후신인 민주정의당과 함께할 수 없다며 김영삼과 결별했고, 민주당(일명 꼬마민주당)을 결성하였다.

### 신민주공화당
공화당은 13대 총선에서 지역구 27석, 전국구 8석 등 35석을 얻으면서 교섭단체 확보에 성공했지만 표밭이라고 할 수 있는 충청도 지역에서 27석 중 15석을 획득하는 데 그치는 부진을 보였다. 또한 같은 군사 정권 출신 정당인 민주정의당과 차별점이 거의 없었고, 2차례 보궐선거에서의 전패와 야당생활에 적응하지 못한 옛 민주공화당 출신 인사들의 불만 고조로 당을 꾸려나가기 어려운 상황이었다. 또한 김종필 총재 본인도 이대로는 더 이상 대권에 도전하는 것 자체가 힘들다고 판단하여 내각제 개헌에 대한 기대를 갖고 민정당, 민주당과의 합당에 나서게 된다.

## 결과
이로써 민주 진영의 양대 주자였던 김영삼, 김대중 2인의 통합은 끝내 이뤄지지 않게 되었다.
신생 민주자유당은 218석을 보유한 절대다수 정당으로 정국의 주도권을 행사했으나, 2년 후 1992년 제14대 총선에서는 개헌선은커녕 299석 중 149석으로 과반 달성에도 실패하는 참패를 당한다. 이는 계파 간 공천 갈등의 여파로 낙천자 중 상당수가 무소속으로, 혹은 통일국민당 후보로 출마를 강행한 결과로 분석되었다. 이질적인 여러 계파가 한 당에 섞인 것에 대한 부작용이 이렇게 나타난 것이다.
그러나 1992년 말 14대 대선에서 김영삼이 민주자유당 후보로 출마해 대통령으로 당선되고, 이후 야당 및 무소속 의원들을 대거 영입하여 다시 국회 과반수의 거대 여당이 되었다.
당선 후 민주자유당 총재를 겸하게 된 김영삼 대통령은 당을 혁신한다는 명분 하에, 민정계와 공화계를 탄압·축출했다. 당연히 이 과정에서 계파 갈등이 발생했으며, 계파 갈등의 여파로 김영삼에 의해 당 내 권력에서 밀린 김종필 등은 1995년에 민주자유당을 탈당하고 자유민주연합을 창당하는 등, 민주자유당은 점점 김영삼당으로 변질되었다. 이 여파로 민정계의 지역 기반이었던 대구경북 지역에서는 민주자유당에 대한 인식 역시 좋지 못했다.

## 비판
민주 진영에서는 "민주진영 분열과 불신을 초래시켰다"라고 비판한다. 진보 진영에게는 "기회주의적 거대보수연합"이라 비판받는다. 또한 이것으로 지역감정을 부추겨 지역주의 정치와 보스 정치를 초래했다는 비판도 있다. 군사정권과의 야합이라는 비판도 있다. 정당의 성립과 발전에 있어 국민적 의사를 무시한 채, 장기집권을 획책한 '정당 쿠데타'라는 비판도 있다. 또한 "3당 합당으로 인하여 호남을 정치적으로 철저하게 고립시켰다"는 비판을 받고 있다. 가수 정태춘은 5집 수록곡 <아, 대한민국···>의 가사 중 "하루 아침에 위대한 배신의 칼을 휘두르는 저 민주 인사와 함께"로 김영삼을 비판하였다.
3당 합당으로 인해 군사정권 잔재의 해결과 부마항쟁, 광주 민주화 운동 등 정리해야 할 과거사를 제대로 매듭짓지 못했다는 비판이 있다. 정작 사건의 책임을 추궁당해야 할 인사들이 거대 보수당의 중심이 되어 오늘날까지 이어졌기에, 정부차원의 진상규명과 문제해결 노력이 미비하다는 주장이다. 여전히 부마항쟁 피해보상은 제대로 이루어지지 않고 있으며, 광주 민주화 운동에 대해 지만원 등 보수 인사들은 정부의 발표와 무관한 북한 개입론을 주장하여 국론을 분열한다는 비판도 있다. 군사정권의 폐해도 문제가 되어, 유신헌법의 무효 선언을 요구하는 학계의 주장과 5.16 쿠데타를 혁명이라고 주장하는 일부 보수언론과 인사들의 발언으로 사회적 논란이 가중되는 등, 이러한 문제들이 3당 합당으로부터 촉발되었다는 비판이다.

## 같이 보기
- 민주자유당
- DJP연합
- 한나라당
- 문민정부
- 노태우
- 지역주의
- 초원복집 사건